# Designador de referencia
Un Designador de referencia identifica inequívocamente un componente en un diagrama  eléctrico o en un circuito impreso.  El indicador de referencia consta normalmente de una o dos letras seguidas de un número, p. ej. R13, C1002. El número es a veces seguido por una letra, indicando que los componentes están agrupados o emparejados entre sí, por ejemplo, R17A, R17B.
IEEE 315 contiene una lista de Letras de Designación de Clase para usar en ensamblajes eléctricos y electrónicos. Por ejemplo, la letra R es un prefijo de referencia para las resistencias de un ensamblaje, C para condensadores, K para relés.

## Historia
IEEE 200-1975 o "Standard Reference Designations for Electrical and Electronics Parts and Equipments" (Designaciones de Referencia Estándar para Piezas y Equipos Eléctricos y Electrónicos) es una norma que se utilizó para definir sistemas de denominación de referencia para colecciones de equipos electrónicos. El IEEE 200 fue ratificado en 1975. El IEEE renovó la norma en la década de 1990, pero la retiró del apoyo activo poco después. Este documento también tiene un número de documento ANSI, ANSI Y32.16-1975. 
Esta norma codificaba información de, entre otras fuentes, una norma militar de los Estados Unidos MIL-STD-16 que se remonta por lo menos a la década de 1950 en la industria estadounidense.
Para reemplazar IEEE 200-1975, ASME, un cuerpo de estándares para los ingenieros mecánicos, inició el nuevo estándar ASME Y14.44-2008. Esta norma, junto con IEEE 315-1975, proporcionar al diseñador eléctrico una guía sobre cómo referenciar y anotar correctamente todo, desde una sola tarjeta de circuito hasta una colección de gabinetes completos.

## Definición
ASME Y14.44-2008 y IEEE 315-1975 definen el modo de referenciar y anotar los componentes de los dispositivos electrónicos.
Se descompone un sistema en unidades y, a continuación, cualquier número de sub-ensamblaje. La unidad es el nivel más alto de la demarcación en un sistema y es siempre un número. La posterior demarcación es llamada ensamblaje y tiene siempre la Letra de Clase "A" como un prefijo seguido de un número secuencial que parte de 1. Cualquier número de sub-ensamblaje puede ser definido hasta llegar al componente. Tenga en cuenta que IEEE-315-1975 define la clase de designación de letras para ensamblajes separables (designación de clase 'A') y ensamblajes inseparabless (designación de clase 'U'). Ensamblajes inseparables —es decir, "los elementos que normalmente se instalan como un único punto de suministro"—son habitualmente  tratados como componentes de este esquema de referencia.
Ejemplos:
- 1A12A2R3 - Unidad 1, del Ensamblaje 12, Sub-Ensamblaje 2, Resistencia 3
- 1A12A2U3 - Unidad 1, del Ensamblaje 12, Sub-ensamblaje 2, Ensamblaje Inseparable 3

Es especialmente valioso el método de referencia y la anotación de cables y sus conectores dentro y fuera de los ensambles .
Ejemplos:
- 1A1A44J5 - Unidad 1, Ensamblaje 1, Sub-Ensamblaje 44, Jack 5 (J5 es un conector en una caja referenciada como A44)
- 1A1A45J333 - Unidad 1, Ensamblaje 1, Sub-Ensamblaje 45, Jack 333 (J333 es un conector en una caja referenciada como A45)

Un cable de conexión de estos dos podría ser:
- 1A1W35 - En el ensamblaje A1 hay un cable llamado W35.

Los conectores en este cable serían designados:
- 1A1W35P1
- 1A1W35P2

ASME Y14.44-2008 continúa la convención de Plug P y Jack J cuándo asigna referencias para conectores eléctricos en ensamblajes donde un J (o jack) es el más fijo y P (o plug) es el menos fijo de un par de conectores, sin considerar al género de los contactos de conector.
La construcción de designadores de referencia está cubierto por IEEE 200-1975/ANSI Y32.16-1975 (reemplazada por la norma ASME Y14.44-2008) y IEEE-315-1975. La siguiente tabla enumera los indicadores comúnmente utilizados, y no necesariamente cumplen con el estándar.
| Designator | Tipo de componente |
| ---------- | --- |
| A          | Ensamblaje o sub-ensamblaje separable (p. ej. Ensamblaje en circuito impreso) |
| EN         | Attenuator O isolator |
| BR         | Puente rectificador |
| BT         | Batería |
| C          | Capacitor |
| CN         | Capacitor Red |
| D          | Diodo (incluyendo LED,TVS, Tiristor, Zener) |
| DL         | Línea de retraso |
| DS         | Display |
| F          | Fusible |
| FB         | Núcleo de ferrita |
| FD         | Fiducial |
| FL         | Filtro |
| G          | Generador u oscilador |
| GN         | Red general |
| H          | Hardware, p. ej., tornillos, tuercas, arandelas |
| HY         | Circulador O acoplador direccional |
| J          | Jack (conector menos movible de un par de conector) \| Conector Jack (el conector puede tener "contactos" de pin macho y/o "contactos" de socket hembra) |
| JP         | Jumper) |
| K          | Relé o contactor |
| L          | Inductor O bobina o cuenta de ferrita |
| LS         | Altavoz O zumbador |
| M          | Motor |
| MK         | Micrófono |
| MP         | Parte mecánica (incluyendo tornillos y pernos) |
| P          | Plug (el conector más móvil de un par de conectores) \| Conector enchufable (el conector puede tener contactos de clavija "macho" y/o contactos hembra) |
| PS         | Fuente de alimentación |
| Q          | Transistor (todos los tipos) |
| R          | Resistor |
| RN         | Red de resistor |
| RT         | Termistor |
| RV         | Varistor |
| S          | Switch (todos los tipos, incluyendo apretables-botones) |
| T          | Transformador |
| TC         | Termopar |
| TP         | Punto de prueba |
| TUN        | Afinador |
| U          | Circuito integrado (IC) |
| V          | Vacuum Tubo |
| VR         | Resistor variable (potenciómetro o rheostat) |
| X          | Conector hembra para otro elemento que no sea P o J, emparejado con el símbolo de la letra para ese elemento (XV para el conector hembra de tubo de vacío, XF para el portafusibles, XA para el conector de montaje de circuitos impresos, XU para el conector de circuitos integrados, XDS para el portalámparas, etc.). |
| XTAL       | Crystal |
| Y          | Crystal u oscilador |
| Z          | Zener Diodo |

## Otras abreviaturas de nombre del componente utilizadas en industria
- AE: Antena
- ASSY: Separable assembly
- B: Batería
- BR: Bridge rectifier
- CRT: Cathode ray tube
- CR: Diodo
- DSP: Digital signal processor
- FET: Field-effect transistor
- GDT: Gas discharge tube
- IC: Integrated circuit
- J: Wire link ("jumper")
- JFET: Junction gate field-effect transistor
- LA: Lightning arrester
- LCD: Liquid crystal display
- LDR: Light-dependent resistor
- LED: Light-emitting diode
- MCB: Miniature circuit breaker
- MIC: Microphone
- MOSFET: Metal-oxide-semiconductor field-effect transistor
- MOV: Metal oxide varistor
- NE: Neon lamp
- PCB: Placa de circuito impreso
- PLC: Programmable logic controller
- PU: Pickup
- RY, RLA: Relay
- SCR: Silicon-controlled rectifier
- SUS: Silicon unilateral switch
- SW: Switch
- TFT: Thin-film transistor (display)
- TH: Thermistor
- V: Valve (tube)
- VC: Variable capacitor
- VDR: Voltage Dependent Resistor
- VFD: Vacuum fluorescent display
- VT: Voltage transformer
- W: Wire
- X: Crystal, ceramic resonator
- X, XTAL: Crystal oscillator
- XMER: Transformer
- ZD: Diodo Zener
- ZSCT: Zero sequence current transformer, also called a window-type current transformer